# Condado de Gracia
El condado de Gracia es un título nobiliario español, creado el 28 de febrero de 1848 por la reina Isabel II, a favor de su hermano uterino José María Muñoz y Borbón, hijo de la reina regente María Cristina, viuda y sobrina materna que fue del rey Fernando VII, y de su segundo esposo Agustín Fernando Muñoz y Sánchez, I duque de Riánsares, I marqués de San Agustín y I duque de Montmorot Par de Francia (título no reconocido en España).

## Armas
En campo de azur, una faja de plata, con tres ánsares de sable, picados de gules y puestos en faja. Lema: Regina coeli juvante.

## Condes de Gracia
|                                 | Ttular                           | Periodo                |
| Creación por Isabel II          | Creación por Isabel II           | Creación por Isabel II |
| ------------------------------- | -------------------------------- | ---------------------- |
| I                               | José María Muñoz y Borbón        | 1848-1863              |
| Rehabilitación por Alfonso XIII |                                  |                        |
| II                              | Alicia Muñoz y Cañedo            | -1970                  |
| III                             | María del Carmen Villate y Muñoz | 1970-2015              |
| IV                              | Adela Cristina Parra y Vidal     | 2015-actual titular    |

## Historia de los condes de Gracia
- José María Muñoz y Borbón (París, 21 de diciembre de 1846 - Pau, 17 de diciembre de 1863), I conde de Gracia, I vizconde de la Arboleda. Soltero y sin descendientes. Le sucedió por rehabilitación su sobrina nieta paterna:

## Rehabilitación
- Alicia Muñoz y Cañedo (Oviedo, 16 de febrero de 1900 - 6 de enero de 1970), IV duquesa de Tarancón, III condesa de Casa Muñoz, II condesa de Gracia, II condesa del Recuerdo.

1. Casó con Antonio Villate y Vaillant (Madrid, 31 de enero de 1899 - Madrid, 13 de junio de 1944), IV conde de Valmaseda. Los demás títulos de la II condesa de Gracia, fueron para su hija primogénita, Alicia Villate y Muñoz, que fue V duquesa de Tarancón, V condesa de Valmaseda, IV condesa de Casa Muñoz, III condesa del Recuerdo. Su tercera y última hija, María de los ängeles Villate y Muñoz, recibió el título de III marquesa de la Rodriga por cesión en 1956. Le sucedió su hija:

- María del Carmen Villate y Muñoz (Madrid, 25 de enero de 1926 - 2015), III condesa de Gracia.

1. Casó con Carlos Gómez y Lacazette. Sin descendientes. Le sucedió su sobrina nieta materna:

- Adela Cristina Parra y Vidal, V condesa del Recuerdo, IV condesa de Gracia.

1. Casó con Laureano Álvarez-Rementeria y Capelo.